# Vnitřní vysočiny
Vnitřní vysočiny (anglicky Interior Highlands) je jeden z regionů fyzické geografie Spojených států amerických. Oblast se nachází ve středo-východní části Spojených států amerických. Leží ve státech Arkansas, Missouri, Oklahoma a Kansas. Vnitřní vysočiny tvoří plošina Ozark a pohoří Ouachita. Obě vysočiny jsou odděleny údolím řeky Arkansas.

## Členění
- Plošina Ozark
  - Salemská plošina
  - Springfieldská plošina
  - Bostonské hory
- Pohoří Ouachita
  - Arkansaské údolí[2]